# Juanito (ur. 1976)
Juanito, właśc. Juan Gutiérrez Moreno (ur. 13 lipca 1976 w Kadyksie) – hiszpański piłkarz który występował na pozycji obrońcy. W latach 2002–2008 reprezentant Hiszpanii.
Zwycięzca Mistrzostw Europy w 2008 roku oraz Uczestnik Mistrzostw Europy w 2004 roku. Uczestnik Mistrzostw Świata w 2006 roku. 
Większość swojej piłkarskiej kariery spędził w hiszpańskim klubie Real Betis. Występował także w Atlético Madryt, Real Valladolid i Cádiz.

## Kariera klubowa
Juanito rozpoczynał swoją karierę w klubie z rodzinnego Kadyksu. Pod koniec lat 90. był zawodnikiem rezerw Realu Betis, jednak nie zdołał przebić się do pierwszego zespołu. W 2000 i 2001 występował na wypożyczeniu w Recreativo Huelva, skąd wrócił do Betisu, w którym wywalczył sobie miejsce w podstawowym składzie i regularnie występował w meczach Primera División, Pucharze UEFA oraz Lidze Mistrzów w sezonie 2005/2006. Największym sukcesem klubowym Juanito było zdobycie Copa del Rey i 4. miejsce w Primera División w 2005 roku. Od 2009 do 2011 roku grał w Atlético Madryt. W 2011 roku przeszedł do Realu Valladolid. W 2012 roku zakończył karierę.

## Kariera reprezentacyjna
W reprezentacji Hiszpanii Juanito zadebiutował 21 sierpnia 2002 w remisowym (1:1) meczu z Węgrami. Nie został on jednak podstawowym zawodnikiem drużyny. W 2006 został powołany przez Luisa Aragonésa na Mistrzostwa Świata, na których był jednak tylko zmiennikiem Carles Puyol. Juanito wystąpił na turnieju w Niemczech w ostatnim meczu grupowym z Arabią Saudyjską (1:0) i zdobył jedyną bramkę, głową po dośrodkowaniu z rzutu rożnego. Hiszpania osiągnęła na turnieju fazę 1/8 finału, w której została wyeliminowana przez Francję. Juanito rozegrał w drużynie narodowej 25 meczów i zdobył 3 bramki.